# Gele bladroller
De gele bladroller (Aphelia paleana) is een vlinder uit de familie Tortricidae, de bladrollers. De spanwijdte van de vlinder bedraagt tussen de 18 en 22 millimeter. De soort komt verspreid over Europa voor.

## Taxonomie
De gele bladroller hoort tot het ondergeslacht Zelotherses, en wordt daarom ook wel weergegeven met Aphelia (Zelotherses) paleana.

## Waardplanten
De gele bladroller is polyfaag op kruidachtige planten, en heeft onder andere heelblaadjes en boksdoorn als waardplanten.

## Voorkomen in Nederland en België
De gele bladroller is in Nederland een niet zo algemene en in België een schaarse soort. De soort vliegt van juni tot augustus.